# Maya Angelou
Maya Angelou (Marguerite Johnson; St. Louis, 4. travnja 1928. – Winston-Salem, 28. svibnja 2014.) bila je afroamerička književnica, pjevačica i glumica.
Kao žrtva rasizma i nasilja u obitelji, napisala je autobiografiju u sedam svezaka, od kojih je najpoznatiji prvi Znam zašto ptica u kavezu pjeva (I know Why the Caged Bird Sings, 1970.). O iskustvu borbe za građanska prava i odnosu spram Afrike govori u knjizi Sva djeca Božja trebaju cipele za put (All God’s Children Need Travelling Shoes, 1986.). Na ustoličenju američkog predsjednika Billa Clintona 1993. godine recitirala je svoju pjesmu Osluškujući jutro (ili S bȉlom jutra; On the Pulse of Morning).
Predavala je na raznim američkim i inozemnim sveučilištima i bila je aktivna u mnogim područjima američkoga društvenoga i kulturnoga života. Godine 2011. dodijeljeno joj je Predsjedničko odličje slobode.
Na hrvatski jezik prevedeno je svega nekoliko njenih antologijskih pjesama.

## Vanjske poveznice
Ostali projekti
|  | Zajednički poslužitelj ima još gradiva o temi Maya Angelou |

Mrežna mjesta
- Caged Bird Legacy, stranice posvećene životu i djelu Maye Angelou (engl.)